# 中央一丁目停留場
中央一丁目停留場（ちゅうおういっちょうめていりゅうじょう）は、かつて宮城県仙台市（現、青葉区）中央にあった仙台市電の停留場である。

## 概要
循環線と原の町線の2路線が走る路線であった。元寺小路停留場として開業し、後に駅名が変更された。

## 歴史
- 1927年11月24日 - 仙台駅前停留場 - 錦町停留場間開通により開業
- 1976年4月1日 - 全線廃線により廃駅

## その他
駅名の変遷
元寺小路（もとでらこうじえき）→ 中央一丁目

## 隣の駅
仙台市電
循環線・原の町線
花京院停留場 - 中央一丁目停留場 - 仙台駅前停留場